# Aoshima
Aoshima (青島), també coneguda com l'Illa dels gats (猫の島, Neko no shima), és una illa a la Prefectura d'Ehime, al Japó, coneguda pel gran nombre de felins que l'habiten. Segons alguns mitjans els felins multipliquen la població humana en ràtios d'entre 6:1 i 10:1, però a mesura que els envellits habitants de l'illa han anat morint, la ràtio s'ha incrementat fins a 36:1. Els felins es van introduir per a combatre els rosegadors als vaixells de pesca, però es van acabar quedant a l'illa i es van reproduir en grans quantitats.
Els habitantsfelins d'Aoshima s'alimenten de donacions d'aliments d'arreu del Japó. Els gats també mengen petits animalons de l'illa i menjar dels visitants.
L'illa fa aproximadament 1,6 Km de llarg. Antigament formava part de Nagahama al districte de Kita, però actualment forma part d'Ōzu.
La població humana ha disminuït des que els bancs de sardines es va esgotar i els llocs de treball es van traslladar a les ciutats. A febrer de 2019, només sis residents humans viuen a Aoshima.

## Població
El 1945, l'illa era un poble de pescadors amb aproximadament 900 habitants El 2013, es calculava que l'illa acollia 50 habitants. El 2018, l'Ehime Shimbun (愛媛新聞) informava que la població havia disminuït a 13 persones, amb una edat mitjana de "més de 75 anys". El 2019, l'Asahi shimbun (朝日新聞) informava que només quedaven sis residents a l'illa. L'illa atrau turistes que visiten els gats i els donen menjar.
La població felina de l'illa s'estimava entre 120 i 130 entre 2015 i 2018.
El febrer de 2018, l'Ehime Shimbun deia que tots els gats de l'illa serien esterilitzats o castrats per tal de reduir la població felina com a resposta a la disminució de la població humana. A l'octubre, 210 gats havien estat esterilitzats i castrats, i 10 gats no es podien capturar perquè un resident els amagava perquè no estava d'acord amb el programa.

## Enllaços de transport
Es pot accedir a Aoshima amb un ferri que surt de l'estació de JR Iyo-Nagahama al port de Nagahama i que triga uns 30 minuts.

## Galeria de fotos
- Gats rebent menjar dels illencs al port.
- Àrea d'alimentació dels gats per a estrangers, a uns minuts del port. Darrere es veu el temple d'Aoshima.
- Gats menjant a l'àrea d'alimentació